# Дрізд кампінаський
Дрізд кампінаський (Turdus arthuri) — вид горобцеподібних птахів родини дроздових (Turdidae). Мешкає в Амазонії та на Гвіанському нагір'ї. Ранеше вважався підвидом чорнодзьобого дрозда.

## Поширення і екологія
Кампінаські дрозди мешкають на крайньому сході Колумбії, на півдні Венесуели, в Гаяні і Суринамі та локально в Бразильській Амазонії. Ворни живуть у вологих рівнинних і гірських тропічних лісах, у вологих і сухих чагарникових заростях, в саванах, на полях і плантаціях, в парках і садах. Зустрічаються на висоті від 900 до 2000 м над рівнем моря.